# Aragoto

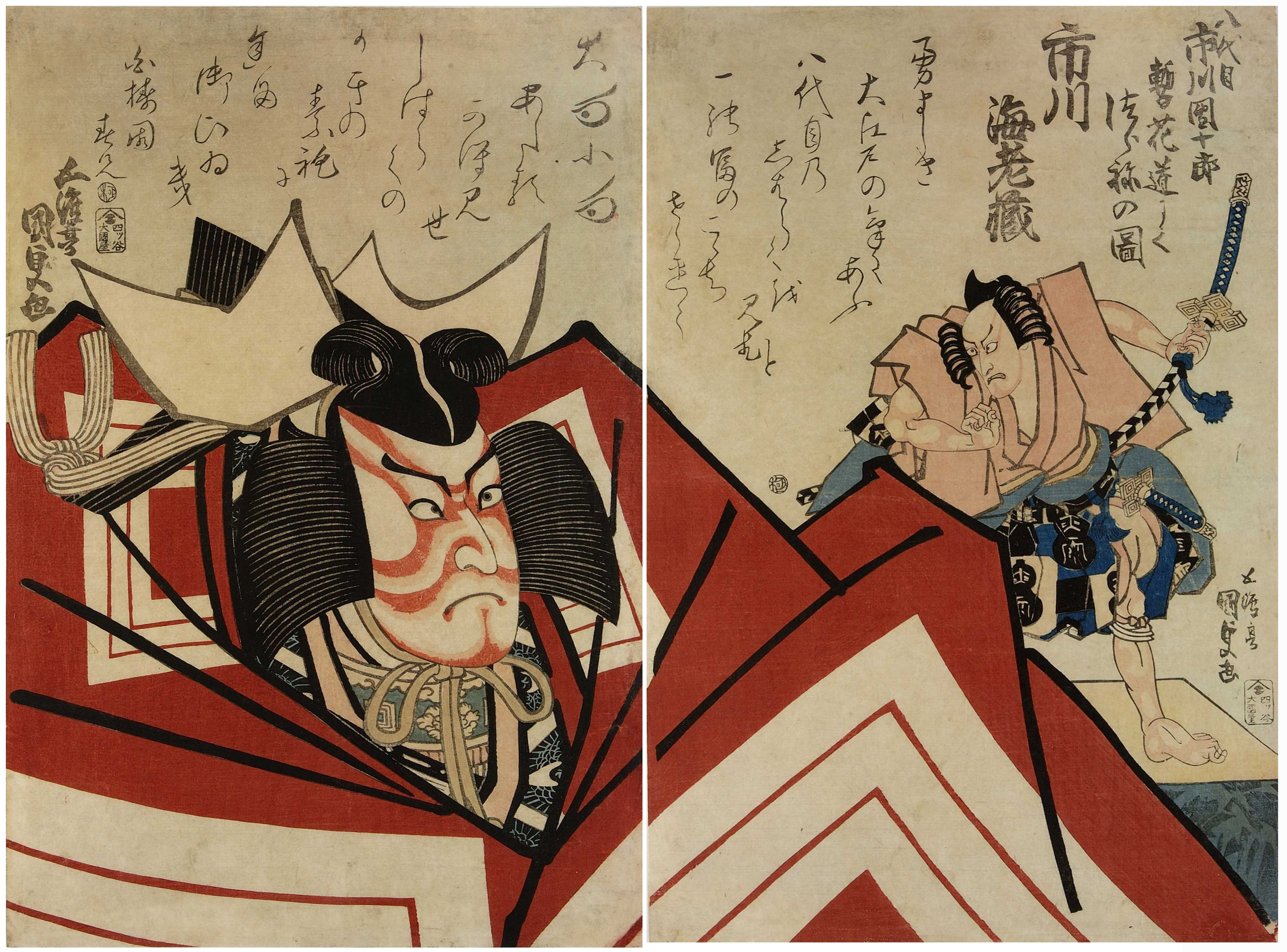
Ichikawa Danjūrō VIII dans le principal rôle de Shibaraku, rôle emblématique de laragoto (estampe ukiyo-e d'Utagawa Kunisada).

L'aragoto (荒事), ou « style rude », est un style de jeu du théâtre kabuki qui fait appel à des katas (formes ou mouvements) et des paroles exagérées et dynamiques. Les acteurs aragoto portent souvent d'audacieux maquillages rouges ou bleus (kumadori) et des costumes rembourrés et élargis. Le terme aragoto est une abréviation du terme aramushagoto qui signifie littéralement « affaire de guerrier téméraire ».
Le style est créé et mis au point par Ichikawa Danjūrō I, un acteur de la région d'Edo, et a fini par être incarné par ses successeurs de la tradition Ichikawa Danjūrō. Les rôles principaux de Sukeroku et Shibaraku sont particulièrement représentatifs du style. L'aragoto est souvent opposé au wagoto (« style doux »), apparu à la même époque mais concentré sur un théâtre plus naturaliste.

## Source de la traduction
- (en) Cet article est partiellement ou en totalité issu de l’article de Wikipédia en anglais intitulé « Aragoto » (voir la liste des auteurs).